# Уолтон, Хелен
Хелен Робсон Кемпер Уолтон (англ. Helen Robson Kemper Walton, 3 декабря 1919 — 19 апреля 2007) — жена основателя «Wal-Mart» Сэма Уолтона.
Хелен окончила среднюю школу в Клерморе и Университет Оклахомы в Нормане. В 1942 году она встретилась со своим будущим супругом Сэмом Уолтоном, а 14 февраля 1943 года они поженились. В 1945 году пара открыла первый собственный магазин, а в 1962 году — первый магазин Wal-Mart в городке Роджерс, недалеко от городка Бентонвилл в штате Арканзас, где до сих пор находится штаб-квартира Wal-Mart.
В марте 2007 года журнал Forbes оценил состояние Хелен Уолтон в 16,4 миллиарда долларов США и поместил её на 29 место в списке богатейших людей планеты.
У Хелен Уолтон остались два сына, Роб и Джим Уолтоны, и дочь Элис Уолтон. Третий сын Хелен Уолтон, Джон, погиб в авиакатастрофе в 2005 году.